# تام کلنسی اسپلینتر سل: فهرست‌سیاه
اسپلینتر سل تام کلنسی: فهرست‌سیاه (به انگلیسی: Tom Clancy's Splinter Cell: Blacklist) یک بازی ویدئویی، در سبک اکشن مخفی‌کاری و ششمین بازی از سری اسپلینتر سل است که توسط یوبی‌سافت تورنتو ساخته و در اوت ۲۰۱۳ توسط یوبی‌سافت برای ایکس‌باکس ۳۶۰، ویندوز، پلی‌استیشن ۳ و وی یو منتشر شد. حوادث بازی ۶ ماه بعد از جریانات محکومیت به وقوع خواهد پیوست. بیشترین ماموریت‌های سم فیشر در خاورمیانه و به دنبال تروریستها و افرادی که به کشور آمریکا خیانت کرده‌اند می‌باشد.

## داستان
گروهی که از حضور نظامی ایالات متحده آمریکا در کشورهایشان به ستوه آمده‌اند در تلاشی برای بیرون کشاندن نیروهای آمریکایی، توطئه‌ای تحت عنوان فهرست‌سیاه را طراحی می‌کنند؛ شمارش معکوسی برای حملات گسترده به منافع آمریکا. در این میان سازمان رده سه (یکی از زیر مجموعه‌های آژانس امنیت ملی ایالات متحده آمریکا) سم فیشر را فرا می‌خواند تا با نفوذ به اردوگاه تروریست‌ها واقع در کردستان، اطلاعات بیشتری دربارهٔ این توطئه جمع‌آوری کند. رئیس‌جمهور ایالات متحده آمریکا شخصاً از سم فیشر می‌خواهد تا به او برای از بین بردن این تهدید کمک کرده و جلوی فهرست‌سیاه را بگیرد. سم فیشر نیز تنها به یک شرط قبول می‌کند؛ کارها آن طور که او می‌خواهد انجام گیرد. با موافقت رئیس جمهور، سم فیشر رئیس سازمان رده چهار شده و تمامی منابع این سازمان جدید در دستان او قرار می‌گیرد. از جمله تغییراتی که سم در سیستم سازمان رده چهار می‌دهد این است که دستور می‌دهد مرکز این سازمان به صورت سیار در آمده و از دفتری در پنتاگون به هواپیمایی شخصی‌سازی شده منتقل شود.

## گیم‌پلی
گیم پلی فهرست‌سیاه تقریباً ساختار محکومیت را حفظ کرده‌است ولی نشانه گذاری دشمنان کاملاً نشان دهندهٔ این موضوع است که حداقل ۶۰ درصد گیم پلی بازی را اکشن تشکیل می‌دهد و مخفی کاری بسیار سطحی شده و از فضاهای تیره و تاریک خبری نیست، همچنین اعتراف گرفتن از دشمنان نیز وجود ندارد. بازی به طور کامل از کینکت پشتیبانی می‌کند و می‌توان توسط کینکت حواس دشمنان را پرت کرده و آن‌ها را به قتل رساند یا به همکاران سام دستور داد تا ساختمانی را منفجر کنند. سام نسبت به قبل سریع تر شده و از دیوارها خیلی راحت بالا می‌رود.
در فهرست‌سیاه سیستمی به نام عینک چشم انداز وجود دارد که بازی‌کننده با استفاده از آن می‌تواند از پشت دیوار و هر مانعی تعداد دشمنان و محل قرارگیری دقیق آن‌ها را شناسایی کند. هم‌چنین سیستم کشتن در هنگام حرکت کردن وجود دارد که می‌توان تا حداکثر سه نفر را نشانه گذاری کرد و با یک حرکت سریع آن‌ها را از پا درآورد.

## ساخت
فهرست‌سیاه اولین بازی از مجموعه اسپلینتر سل است که به طور کامل در اتاق کار یوبی‌سافت تورنتو ساخته می‌شود. در نوامبر سال ۲۰۱۲، جید ریموند اعلام کرد که اتاق کار یوبی سافت تورنتو در حال ساخت نسخه جدید بازی اسپلینتر سل است. بازی در جریان کنفرانس ماکروسافت در ای۳ ۲۰۱۲ به نمایش درآمد. همچنین اریک جانسون به جای مایکل ایرون ساید صدای سم فیشر را اجرا می‌کند. بازی در بسته فلزی شامل لباس عملیاتی پنج تکته، عینک مخصوص و نقشه مناطق جنگی و همچنین یک مرحله اضافه منتشر می‌شود.

## واژه‌نامه
1. ↑  Third Echelon
2. ↑  Fourth Echelon
3. ↑  Vision Goggles